# أليك بوردي
أليك بوردي (بالإنجليزية: Alec Purdie)‏ (24 نوفمبر 1988 بإلخارت في الولايات المتحدة - ) هو لاعب كرة قدم أمريكي في مركز الوسط. لعب مع نيو إنجلاند ريفولوشن وIndiana Invaders ‏.

## وصلات خارجية
- أليك بوردي على موقع الدوري الأمريكي (الإنجليزية)
- أليك بوردي على موقع قاعدة بيانات كرة القدم.إي يو (الإنجليزية)